# Lutz Harms
Lutz Harms (* 20. September 1952) ist ein deutscher Neurologe.

## Leben
Harms absolvierte von 1973 bis 1978 das Studium der Medizin in Rostock. Seine Dissertation zum Thema Induktion einer Pankreatitis im Mäuseinzuchtsystem auf immunologischem Wege veröffentlichte er 1981 am Institut für Immunologie der Universität Rostock.
Seit 1978 ist Harms an der Charité in Berlin tätig, zunächst in der Neurochirurgischen Abteilung, später dann an der Klinik für Neurologie und Psychiatrie. Seit 1984 ist er Facharzt für Neurologie und Psychiatrie.
Nachdem er 1991 mit dem Thema Die Wertigkeit der CT-geführten stereotaktischen Hirnbiopsie für die diagnostische Einordnung intrazerebraler Prozesse habilitierte, wurde er 1993 auf eine C3-Professur für Neurologie an der Charité berufen. Er spezialisierte sich unter anderem in der Klinischen Schlaganfallforschung sowie in der Behandlung der Multiplen Sklerose (MS). Seit 2007 leitet er die MS-Ambulanz und die Arbeitsgruppe Klinische Neuroimmunologie der Charité.
Seit Mai 2012 reiste Harms mehrfach (auf Vermittlung der deutschen Regierung) in die ukrainische Stadt Charkiw, um die damals dort inhaftierte ehemalige ukrainische Ministerpräsidentin Julija Tymoschenko zu behandeln.
Im Jahr 2019 wurde Harms emeritiert.